# Gene Simmons
Gene Simmons, nato Chaim Witz (Haifa, 25 agosto 1949), è un bassista, cantante e produttore discografico israeliano naturalizzato statunitense.
Assieme al cantante e chitarrista Paul Stanley è il fondatore del gruppo rock Kiss.
Oltre che in campo musicale ha lavorato anche in quello cinematografico e televisivo ed è anche un noto produttore e talent scout: grazie a lui sono infatti state scoperte e lanciate band come Van Halen, Dio, Mötley Crüe, Guns N' Roses,  Legs Diamond, Angel, House of Lords, Keel, Black 'N Blue, Smashed Gladys, Silent Rage, Doro, Wendy O. Williams, la band giapponese Ezo ed infine, i Red Hot Chili Peppers.

## Biografia
Gene Simmons è nato ad Haifa, in Israele, il 25 agosto 1949 con il nome di Chaim Witz da Ferenc (Feri) Witz e Flóra Kovács (Florence Klein), entrambi ebrei ungheresi trasferitisi in Israele dopo la Seconda guerra mondiale. Sua madre sopravvisse alla prigionia in un campo di concentramento. Nel 1957, dopo l'abbandono da parte del padre, emigrò con sua madre negli Stati Uniti d'America e cambiò il suo nome in Eugene Klein (portando il cognome della madre) e sul finire degli anni sessanta lo cambiò definitivamente in Gene Simmons.
Nel 1968 formò i Bullfrog Bheer, la sua prima band che abbandonò qualche anno più tardi per formare i Wicked Lester, gruppo dove militava anche Paul Stanley, incidendo un album mai pubblicato. Gene fece amicizia con Paul e, nel 1973, sulle ceneri dei Wicked Lester, i due fondarono i Kiss, arruolando il batterista Peter Criss, e successivamente il chitarrista Ace Frehley. Il gruppo suonava musica hard rock, ma soprattutto glam rock, genere che riscosse grande successo negli anni settanta e i Kiss ne divennero massimi esponenti assieme a New York Dolls, Alice Cooper, Slade (di cui Simmons è un grande fan), Queen, David Bowie, Sweet e T. Rex.

Il trucco usato da "The Demon"

Ogni membro della band assumeva un personaggio e Gene si fece soprannominare The Demon, per via del trucco facciale e dei costumi che gli davano delle sembianze da demone. Durante i concerti, Simmons terrà inoltre una serie di esibizioni che lo renderanno famoso, come la sua lingua lunga, lo sputo del sangue sintetico (numero eseguito generalmente mentre esegue gli assoli con il suo basso) e lo sputo del fuoco, numero eseguito generalmente alla fine del brano Firehouse.
A partire dagli anni ottanta, Simmons si dà anche al cinema, recitando in vari film come Runaway (assieme a Tom Selleck), Morte a 33 giri (dove troviamo anche il cantante Ozzy Osbourne), Red Surf, Un ragazzo tutto nuovo, Detroit Rock City e Wanted - Vivo o morto. Sul piccolo schermo fa un'apparizione in un episodio di Miami Vice e interpretando se stesso in un cameo nell'episodio 22 della terza stagione di Castle. Ha anche prodotto vari spettacoli televisivi come "Mr. Romance" e reality show come "Rock School", dove si seleziona dei ragazzini per formare un gruppo rock. Sempre in questo periodo, denunciò per plagio King Diamond perché quest'ultimo aveva un trucco facciale molto simile a quello usato da lui nei Kiss.
Ha avuto anche un cameo nella serie televisiva Ugly Betty, dove interpreta se stesso nel ruolo di padre di Amanda.
Il suo ultimo lavoro discografico solista è Asshole, un disco che ha visto la partecipazione di artisti come Bob Dylan, Dave Navarro, Richie Kotzen, Dweezil Zappa e Bruce Kulick, ma che si è rivelato un flop commerciale e di critica se confrontato al successo dell'album solista del suo collega Paul Stanley (Live to Win del 2006).
Nel 2017 Gene Simmons ha annunciato che un nuovo disco dei Kiss si poteva anche fare, ma che quest'ultima band non avrebbe lavorato ancora per molto, dato che "i Rolling Stones hanno scarpe da ginnastica e tuta, mentre loro [i Kiss] hanno costumi e eccetera".

### Vita privata

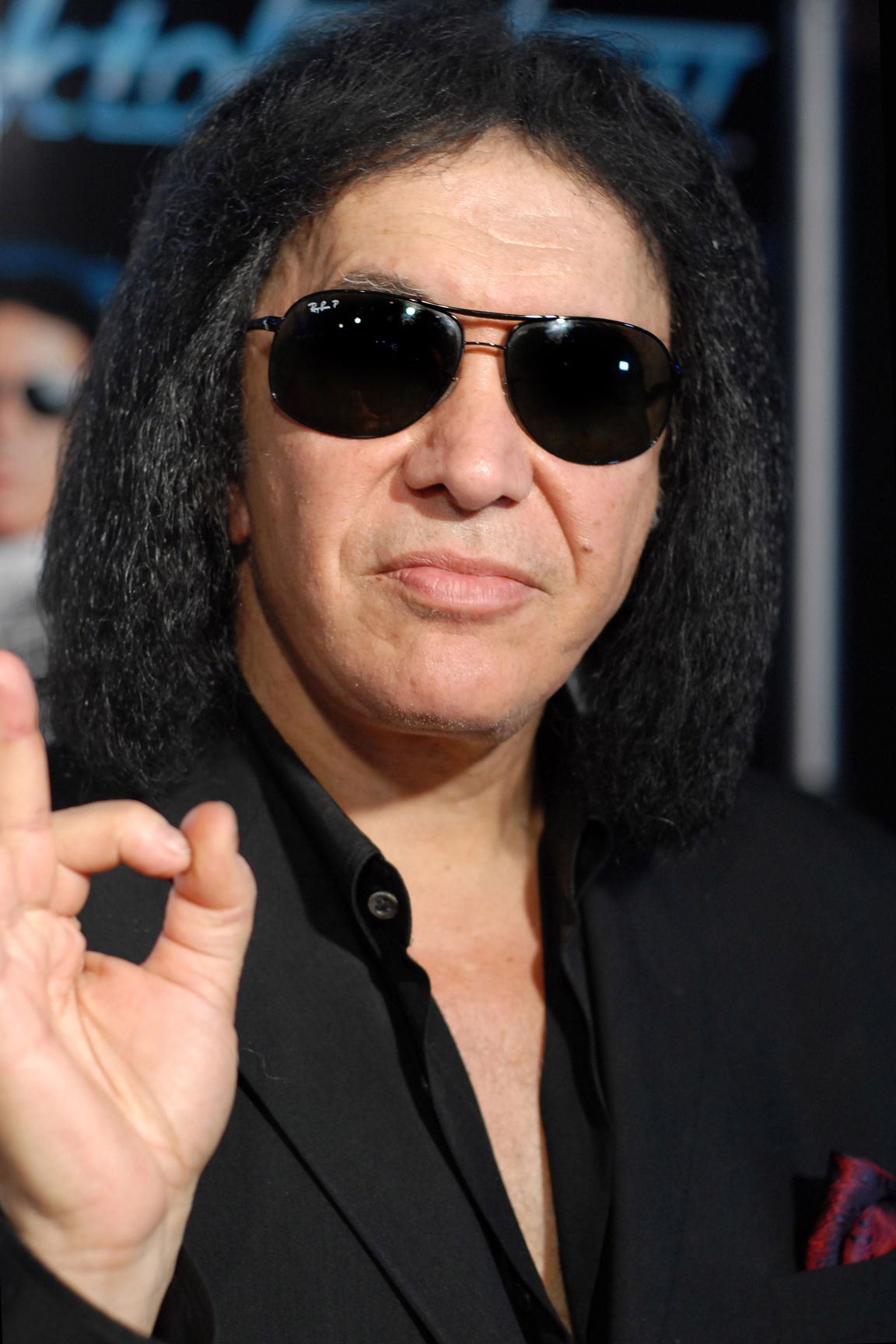
Gene Simmons senza il suo caratteristico facepaint

Ha anche avuto una relazione con Cher e Diana Ross.
Il 1º ottobre 2011 dopo 27 anni di convivenza, presso l'albergo Beverly Hills sul Sunset Boulevard di Los Angeles, con circa quattrocento ospiti, ha sposato l'ex Playmate di Playboy Shannon Tweed, da cui ha avuto due figli: Nick (nato nel 1989) e Sophie (nata nel 1992). Presenti gli altri membri dei Kiss, e Hugh Hefner, fondatore di Playboy.
Nel 2005 è stato accusato per diffamazione da Georgeann Walsh Ward, una sua ex fidanzata. Lei sostiene che il documentario When Kiss Ruled the World la rappresenta come una prostituta ed è stata avviata una causa. Simmons è poliglotta, parla infatti tre lingue: inglese, ungherese ed ebraico; da sempre grande appassionato di fumetti, fantascienza e Letteratura dell'orrore, politicamente si è sempre dichiarato liberale anche se in alcune occasioni ha pubblicamente appoggiato l'ex-presidente degli Stati Uniti George W. Bush. In anni recenti ha espresso ammirazione nei confronti di Benjamin Netanyahu, Donald Trump e Vladimir Putin. Il bassista è anche noto per aver dichiarato di non essersi mai ubriacato e di non aver mai fatto uso di droghe, dichiarazioni più volte confermate sia dai membri (attuali ed ex) dei Kiss sia dalle persone che, nel corso dei decenni, hanno avuto modo di lavorare o collaborare con lui.

### Posizione sul peer-to-peer
Si è dichiarato assolutamente contrario al download illegale di musica, ed ha criticato le case discografiche, a suo dire non abbastanza determinate nel contrastare il fenomeno.

## Discografia

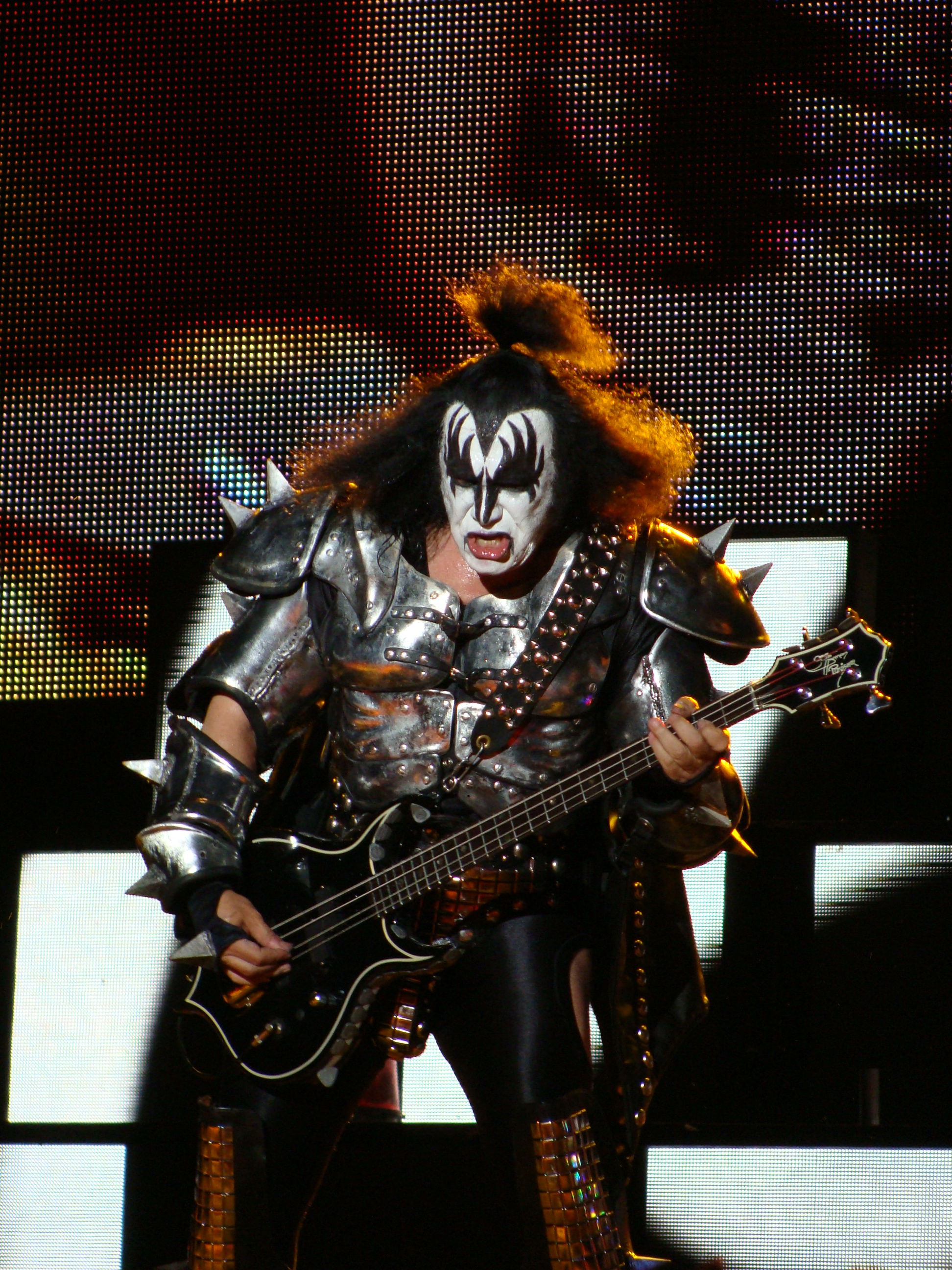
Gene Simmons

### Con i Kiss

#### Album in studio
- 1974 - Kiss
- 1974 - Hotter than Hell
- 1975 - Dressed to Kill
- 1976 - Destroyer
- 1976 - Rock and Roll Over
- 1977 - Love Gun
- 1979 - Dynasty
- 1980 - Unmasked
- 1981 - Music from "The Elder"
- 1982 - Creatures of the Night
- 1983 - Lick It Up
- 1984 - Animalize
- 1985 - Asylum
- 1987 - Crazy Nights
- 1989 - Hot in the Shade
- 1992 - Revenge
- 1997 - Carnival of Souls: The Final Sessions
- 1998 - Psycho Circus
- 2009 - Sonic Boom
- 2012 - Monster

#### Videografia
- 1978 - Kiss Meets the Phantom of the Park
- 1985 - Animalize: Kiss Live Uncensored
- 1987 - Exposed
- 1989 - Crazy Nights
- 1992 - X-Treme Close-Up
- 1993 - Konfidential
- 1994 - Kiss My Ass: The Video
- 1996 - Kiss Unplugged
- 1998 - Psycho Circus
- 1998 - The Second Coming
- 2003 - Kiss Symphony: The DVD
- 2005 - Kiss Rock The Nation Live!
- 2006 - Kissology Volume One: 1974-1977
- 2007 - Kissology Volume Two: 1978-1991
- 2007 - Kissology Volume Three: 1992-2000

#### Altri Home Video
- 1997 - Hell in the Asylum (Music Video)
- 1997 - Kissaholic Killers (Music Video)
- 1997 - Rock N Roll Thru the Night (Music Video)
- 1997 - Kiss of Death (Music Video)
- 1998 - Unmasked Revenge: Interview Sessions (Music Video)
- 1998 - Unmasked: Covered in Scandinavia (Music Video)
- 1999 - Tale of the Fox (Thoughtscape)
- 2000 - Killer Kiss (Music Video)
- 2000 - Unauthorized (Brentwood)
- 2000 - Hell's Guardians: Interviews (Music Video)
- 2001 - Rock and Roll Legends (BCI)
- 2001 - The Vintage (Music Video)
- 2002 - Live in Las Vegas (Music Video)
- 2003 - Unauthorized Part 2
- 2003 - Live at the Sydney Showgrounds 1980
- 2003 - Lost Concert (Passport)
- 2004 - 20th Century Masters (DVD Collection, Mercury)

### Tournée con i Kiss
- 1973 - Club Tour
- 1973-1974 - Kiss Tour
- 1974-1975 - Hotter than Hell Tour
- 1975 - Dressed to Kill Tour
- 1975-1976 - ALIVE! Tour
- 1976 - Destroyer Tour
- 1976-1977 - Rock & Roll Over Tour
- 1977 - Love Gun Tour
- 1977-1978 - Alive II Tour
- 1979 - Dynasty Tour
- 1980 - Unmasked Tour
- 1982-1983 - Creatures of the Night Tour
- 1983-1984 - Lick It Up Tour
- 1984-1985 - Animalize Tour
- 1985-1986 - Asylum Tour
- 1987-1988 - Crazy Nights Tour
- 1990 - Hot in the Shade Tour
- 1992 - Revenge Tour
- 1994 - Kiss My Ass Tour
- 1996 - Alive/Worldwide Tour
- 1998-1999 - Psycho Circus Tour
- 2000-2001 - Kiss Farewell Tour
- 2003 - World Domination Tour
- 2004 - Rock the Nation Tour
- 2006 - Rising Sun Tour
- 2007 - Hit'n Run Tour
- 2008-2009 - Kiss Alive/35 World Tour
- 2010-2011 - Sonic Boom Over Europe Tour
- 2012-2013 - Monster Tour

### Da solista
- 1978 - Gene Simmons
- 2004 - Asshole

## Videografia
- 2004 - Speaking in Tongues
- 2006 - Gene Simmons Family Jewels
- 2003 - My Dad the Rock Star

## Produttore discografico
- 1999 - Californication (album), Red Hot Chili Peppers
- 1989 - Dr. Feelgood (album), Mötley Crüe
- 1988 - House of Lords, House of Lords
- 1988 - Social intercourse, Smashed Gladys
- 1987 - Appetite for Destruction (album),  Guns N’Roses
- 1984 - WOW (Wendy O. Williams), Wendy O. Williams
- 1984 - 1984 (Van Halen), Van Halen
- 1982 - Too Fast for Love, Mötley Crüe
- 1978 - Van Halen (album), Van Halen

## Filmografia

### Cinema
- Runaway, regia di Michael Crichton (1984)
- Morte a 33 giri (Trick or Treat), regia di Charles Martin Smith (1986)
- Wanted - Vivo o morto (Wanted: Dead or Alive), regia di Gary Sherman (1986)
- Detroit Rock City, regia di J. Peter Robinson (1999)
- Detroit Metal City, regia di Toshio Lee (2008)
- Extract , regia di Mike Judge (2009)
- Scooby-Doo e il mistero del Rock'n'Roll, regia di Spike Brandt & Tony Cervone (2015)
- Proprio lui? (Why Him?), regia di John Hamburg (2016)
- Armed Response, regia di John Stockwell (2017)

### Televisione
- That 70's Show - serie TV, episodio 3x02 (2000)
- Ugly Betty - serie TV, episodio 2x13 (2008)
- Castle - serie TV, episodio 3x22 (2011)
- CSI - Scena del crimine (CSI: Crime Scene Investigation) - serie TV, episodio 14x17 (2014)

### Doppiaggio
- Scooby-Doo e il mistero del Rock'n'Roll
- Spongebob
- I Griffin

## Doppiatori italiani
- Massimo Milazzo in Castle
- Paolo Marchese in CSI - Scena del crimine
- Manlio De Angelis in Runaway